# Schalch
Lo Schalch è una minuscola isola nel Chiemsee e appartiene all'area non incorporata di Chiemsee, nel circondario di Traunstein. Giace a 66 metri a ovest della Fraueninsel e a 50 metri dal molo più vicino. Dotato di una superficie di soli 22 m², lo Schalch si presenta con una pianta quadrata di 4,7 m di lato e i cui angoli sono allineati con i principali punti cardinali.
L'isolotto è stato probabilmente creato artificialmente, allo scopo di segnare una secca che si estende circa 40 m a sud e a ovest dallo stesso che costituiva un pericolo per le barche a vela. La riva è fissata con file di pietre murate. Secondo altre fonti, lo Schalch avrebbe dovuto servire come uno dei tanti bastioni per una catena di barriera che circondava l'isola già nella Guerra dei Trent'anni  .
Intorno al 1935, la comunità di artisti che abitava la Fraueninsel piantò sull'isolotto un salice alto circa sei metri per renderlo più visibile ai velisti. All'inizio del XXI secolo l'albero rimase vittima di una tempesta e fu sostituito da un altro salice più giovane.
A differenza delle altre isole del lago Chiemsee, compresa la vicina Fraueninsel, lo Schalch non appartiene al comune di Chiemsee (circondario di Rosenheim), bensì a un'area non incorporata facente parte del circondario di Traunstein.